# Нэно
Нэно (𐍝, коми нэнӧ, также нено) — четырнадцатая буква древнепермского алфавита, использовавшегося для записи языка коми и в качестве тайнописи старорусского языка.

## Использование
Буква 𐍝 обозначала звук [n], что соответствует кириллической букве Н н в алфавите Молодцова и современном алфавите. Кроме того, обозначала палатализованный звук [nʲ], в этом случае могла помечаться надстрочным знаком (𐍝̀). В этом значении буква соответствует Ԋ ԋ в алфавите Молодцова и Н н (перед е, ё, и, ь, ю, я) в современном алфавите. В русских тайнописных текстах также соответствует кириллической н.
Также использовалась для обозначения числа 50 (иногда в сочетании с титлом, аналогично кириллической системе счисления).

## Название
В списках встречается единственный вариант названия — нено.  В. И. Лыткин полагает, что первоначальным названием буквы было нэнӧ. Слово нэнӧ в языке коми не имеет значения.
В некоторых списках буква вовсе отсутствует.

## Начертание
Происхождение буквы, предположительно, связано с русской буквой н и, через неё, с греческой буквой ν, или же с пасами.
В древнепермских записях ферапонтовского списка «Сорока бесед на Евангелие» Григория Синаита буква имеет засечки в верхней части с обеих сторон, а в записях Гаврилы Кылдася в усть-вымском списке «Постнических слов» Исаака Сирина — только справа, у более тонкого штриха.
У данной буквы существует надстрочный вариант (◌𐍹), употреблявшийся аналогично кириллическим буквотитлам.

## Кодировка
Обычная и надстрочная формы буквы были закодированы в блоке Юникода «Древнепермское письмо» (англ. Old Permic) в версии 7.0, вышедшей 16 июня 2014 года, под кодами U+1035D и U+10379 соответственно.